# Chocolate (película de 2008)
Chocolate (ช็อคโกแลต en Tailandés) es una película tailandesa de artes marciales del año 2008.

## Argumento
Una chica autista aprende a luchar gracias a la televisión y a una escuela de boxeo que está al lado de su casa. Cuando descubre en el diario de su madre, que está enferma, una lista de deudores, va a buscarlos uno por uno. Su decisión la lleva a enfrentarse con gánsteres y miembros de la mafia.

## Reparto
- Yanin Vismistananda - Zen
- Hiroshi Abe - Masashi
- Pongpat Wachirabunjong - No. 8
- Taphon Phopwandee - Mangmoom "Moom"
- Ammara Siripong - Zin
- Dechawut Chuntakaro - Priscilla
- Hirokazu Sano - Ryo
- Sirimongkol Singwangcha as Nak Muaythai
- Su Jeong Lim - Su Jeong Lim
- Kittitat Kowahagul - Thomas
- Soumia Abalhaya